# 藤原忻子
藤原 忻子（ふじわら の よしこ / きんし）は平安時代末期の后妃。第77代後白河天皇中宮。父は徳大寺公能で、母は藤原豪子。妹に近衛天皇皇后（のち二条天皇后）多子がいる。
久寿2年（1155年）に入内し、後白河天皇即位と共に従四位上女御となる。保元元年（1156年）、中宮に冊立。保元3年（1158年）、後白河天皇譲位。平治元年（1159年）、姝子内親王が二条天皇中宮に立后したのに伴い皇后宮。承安2年（1172年）、平徳子が高倉天皇中宮に立后したのに伴い皇太后。承元3年（1209年）、76歳で崩御。『今鏡』は美貌であったと伝えるが、後白河天皇の寵愛は薄かった。